# Bulbophyllum ustusfortiter
Bulbophyllum ustusfortiter là một loài phong lan thuộc chi Bulbophyllum.